# Декедда (футбольный клуб)
Декедда — сомалийский футбольный клуб, расположенный в городе Могадишо, Сомали.

## История
Клуб был основан в столице Сомали, Могадишо в 1973, как «ФК Портс». Под этим названием они три раза выиграли национальный чемпионат, и 2 раза кубок страны.

В сезоне 2013 клуб сменил свое название на «Декедда», которое сохраняется до настоящего времени.
Несмотря на свое чемпионство в 2018 году, клуб не принимал участие в Лиге чемпионов КАФ, так как клубы из Сомали традиционно не участвуют в ней.

## Достижения
- Первый дивизион Сомали по футболу: 4

 — 1998, 2007, 2017, 2018
- Кубок Сомали по футболу: 2

 — 2002, 2004